# 本塔納山脈

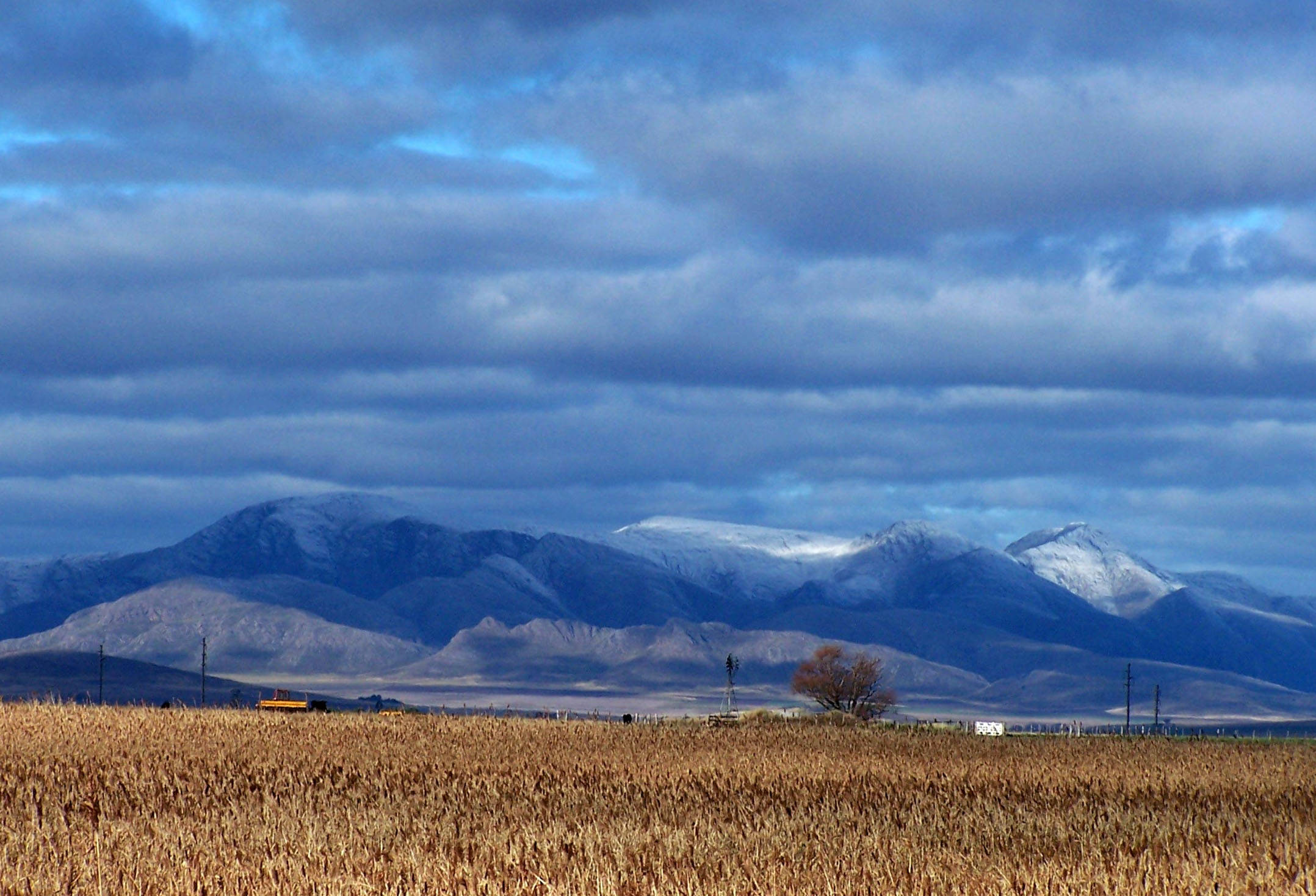

本塔納山脈是阿根廷的山脈，位於布宜諾斯艾利斯省，全長約195公里，最高點海拔高度1,239米，山體在22億年前的前寒武紀時期形成。

## 外部連結
- http://www.sierradelaventana.org.ar/ （页面存档备份，存于）
- Sierra de la Ventana: Un lugar único （西班牙文）
- http://www.villaserranalagruta.com.ar/vslagrutad.htm （页面存档备份，存于）